# Олецько (гміна)
Гмі́на Оле́цько (пол. Gmina Olecko) — місько-сільська гміна у північній Польщі. Належить до Олецького повіту Вармінсько-Мазурського воєводства.
Станом на 31 грудня 2011 у гміні проживало 22193 особи.

## Територія
Згідно з даними за 2007 рік площа гміни становила 266.60 км², у тому числі:
- орні землі: 69.00%
- ліси: 16.00%

Таким чином, площа гміни становить 30.51% площі повіту.

## Населення
Станом на 31 грудня 2011:
| Опис     | Загалом | Загалом | Чоловіки | Чоловіки | Жінки | Жінки |
| -------- | ------- | ------- | -------- | -------- | ----- | ----- |
| одиниця  | осіб    | %       | осіб     | %        | осіб  | %     |
| все      | 22193   | 100     | 10827    | 48.79    | 11366 | 51.21 |
| міське   | 16544   | 100     | 7939     | 47.99    | 8605  | 52.01 |
| сільське | 5649    | 100     | 2888     | 51.12    | 2761  | 48.88 |

## Сусідні гміни
Гміна Олецько межує з такими гмінами: Бакалажево, Велічкі, Елк, Каліново, Ковале-Олецьке, Свентайно, Філіпув.